# Tejas (album)
| Recensione                        | Giudizio    |
| --------------------------------- | ----------- |
| AllMusic                          | [ 1 ]       |
| Robert Christgau                  | C+          |
| The New Rolling Stone Album Guide | [ 3 ]       |
| Sputnikmusic                      | 3.4 (Great) |
| Piero Scaruffi                    | [ 5 ]       |
| Dizionario del Pop-Rock           | [ 6 ]       |
| 24.000 dischi                     | [ 7 ]       |

Tejas è il quinto album discografico della banda texana ZZ Top, pubblicato dall'etichetta discografica London Records nel novembre del 1976.
L'album conquistò la diciassettesima posizione (26 febbraio 1977) della classifica statunitense Billboard 200.
It's Only Love, raggiunse la quarantaquattresima posizione della classifica Billboard The Hot 100, un altro brano compreso nell'album: Arrested for Driving While Blind al novantunesimo posto della medesima classifica.

## Tracce
Lato A
Testi e musiche di Billy Gibbons, Dusty Hill, Frank Beard.
1. It's Only Love – 4:24
2. Arrested for Driving While Blind – 3:05
3. El Diablo – 4:20
4. Snappy Kakkie – 2:56
5. Enjoy and Get It On – 3:23

Lato B
Testi e musiche di Billy Gibbons, Dusty Hill, Frank Beard, eccetto dove indicato.
1. Ten Dollar Man – 3:42
2. Pan Am Highway Blues – 3:15
3. Avalon Hideaway – 3:07
4. She's a Heartbreaker – 3:02
5. Asleep in the Desert (Brano strumentale) – 3:24 (Billy Gibbons)

## Formazione
- Billy Gibbons - voce, chitarra, armonica, fiddle
- Dusty Hill - basso, voce (brano: Ten Dollar Man)
- Frank Beard - batteria

## Crediti Tecnici
- Bill Ham - produttore, album concept
- Bill Narum - design album
- Lee and Lesser - fotografie
- Terry Manning e Larry Nix - ingegneri del suono[12]